# Campeonato Panamericano Junior de Hockey Sobre Césped Masculino de 2023
La decimotercera edición del Campeonato Panamericano Junior de Hockey Sobre Césped Masculino se realizó entre el 10 y el 17 de abril de 2023 en Bridgetown, Barbados. Fue la tercera vez que el torneo se organizó en ese país, después de la competencia masculina de 1996 y la femenina de 2000. También se trató de la tercera vez que las competencias masculinas y femeninas se organizaron al mismo tiempo, luego de 2021 (en Santiago de Chile, con la presencia de siete equipos masculinos y seis femeninos) y 2012 (en Guadalajara, que ostenta la cifra récord de 13 equipos masculinos y 11 equipos femeninos).
Los tres equipos mejor ubicados lograron clasificar a la Copa Mundial Junior 2023 realizado en Kuala Lumpur, Malasia.
Argentina se coronó campeón panamericano por decimosegunda vez tras vencer a Canadá 6:1 en la final. El argentino Joaquín Toscani fue elegido como el mejor jugador del torneo, mientras que el también argentino Iñaki Minadeo se coronó goleador del certamen con seis tantos.

## Fase de grupos

### Grupo A
| Equipo    | PJ | PG | PE | PP | GF | GC | DG  | Pts |
| --------- | -- | -- | -- | -- | -- | -- | --- | --- |
| Argentina | 2  | 2  | 0  | 0  | 18 | 0  | +18 | 6   |
| Chile     | 2  | 1  | 0  | 1  | 2  | 7  | -5  | 3   |
| Brasil    | 2  | 0  | 0  | 2  | 0  | 13 | -13 | 0   |

| 10 de abril de 2023 | Argentina | 11:0    | Brasil |                                               |                                               |
|                     |           | Reporte |        | Árbitro(s): Pambavasan Manikandan Shane Lewis | Árbitro(s): Pambavasan Manikandan Shane Lewis |

| 11 de abril de 2023 | Chile | 0:7     | Argentina |                                               |                                               |
|                     |       | Reporte |           | Árbitro(s): Pambavasan Manikandan Brian Tyson | Árbitro(s): Pambavasan Manikandan Brian Tyson |

| 12 de abril de 2023 | Brasil | 0:2     | Chile            |                                     |                                     |
|                     |        | Reporte | 2', 27' Wolansky | Árbitro(s): Shane Lewis Brian Tyson | Árbitro(s): Shane Lewis Brian Tyson |

### Grupo B
| Equipo         | PJ | PG | PE | PP | GF | GC | DG  | Pts |
| -------------- | -- | -- | -- | -- | -- | -- | --- | --- |
| Canadá         | 3  | 3  | 0  | 0  | 15 | 0  | +15 | 9   |
| Estados Unidos | 3  | 2  | 0  | 1  | 6  | 4  | +2  | 6   |
| Guyana         | 3  | 1  | 0  | 2  | 1  | 8  | -7  | 3   |
| Barbados       | 3  | 0  | 0  | 3  | 0  | 10 | -10 | 0   |

| 10 de abril de 2023 | Estados Unidos            | 3:0     | Guyana |                                          |                                          |
|                     | Katz 2', 50' · Grewal 17' | Reporte |        | Árbitro(s): Kevin George Ricardo Albertz | Árbitro(s): Kevin George Ricardo Albertz |

| 10 de abril de 2023 | Canadá                                 | 6:0     | Barbados |                                         |                                         |
|                     | Loh 7', 21' · Thind 50', 51', 52', 53' | Reporte |          | Árbitro(s): Reinier Diaz Juan Rodríguez | Árbitro(s): Reinier Diaz Juan Rodríguez |

| 11 de abril de 2023 | Barbados | 0:1     | Guyana       |                                          |                                          |
|                     |          | Reporte | 14' Favorite | Árbitro(s): Ricardo Albertz Kevin George | Árbitro(s): Ricardo Albertz Kevin George |

| 12 de abril de 2023 | Estados Unidos | 0:4     | Canadá |                                         |                                         |
|                     |                | Reporte |        | Árbitro(s): Reinier Diaz Juan Rodríguez | Árbitro(s): Reinier Diaz Juan Rodríguez |

| 13 de abril de 2023 | Canadá | 5:0     | Guyana |                                          |                                          |
|                     |        | Reporte |        | Árbitro(s): Ricardo Albertz Reinier Diaz | Árbitro(s): Ricardo Albertz Reinier Diaz |

| 13 de abril de 2023 | Barbados | 0:3     | Estados Unidos             |                                         |                                         |
|                     |          | Reporte | 6' Civetta · 9', 32' Johal | Árbitro(s): Kevin George Juan Rodríguez | Árbitro(s): Kevin George Juan Rodríguez |

## Fase final

### Cruces del 5º al 7º puesto
| 15 de abril de 2023 | Brasil                      | 2:1     | Barbados    |                                         |                                         |
|                     | Sauerbronn 12' · Varela 49' | Reporte | 28' Wharton | Árbitro(s): Juan Rodríguez Kevin George | Árbitro(s): Juan Rodríguez Kevin George |

### Quinto puesto
| 17 de abril de 2023 | Guyana | 2:2 (s.o 3:2) | Brasil |  |  |
|                     |        | Reporte       |        |  |  |

### Semifinales
| 15 de abril de 2023 | Argentina                                                            | 7:0     | Estados Unidos |                                                |                                                |
|                     | Minadeo 10', 29', 38' · Poletti 12', 57' · Fortes 30' · Infanzón 42' | Reporte |                | Árbitro(s): Reinier Diaz Pambavasan Manikandan | Árbitro(s): Reinier Diaz Pambavasan Manikandan |

| 15 de abril de 2023 | Chile | 1:1 (s.o 1:3) | Canadá |  |  |
|                     |       | Reporte       |        |  |  |

### Tercer puesto
| 17 de abril de 2023 | Estados Unidos | 1:4     | Chile |                                      |                                      |
|                     |                | Reporte |       | Árbitro(s): Shane Lewis Kevin George | Árbitro(s): Shane Lewis Kevin George |

### Final
| 17 de abril de 2023 | Argentina                                             | 6:1     | Canadá    |                                         |                                         |
|                     | Capurro 2', 24', 28', 38' · Poletti 19' · Minadeo 53' | Reporte | 34' Sidhu | Árbitro(s): Ricardo Albertz Brian Tyson | Árbitro(s): Ricardo Albertz Brian Tyson |

| Bandera de Argentina |
| Campeón Argentina    |
| Decimosegundo título |

## Posiciones
| Posición | Equipo         |
| -------- | -------------- |
| 1        | Argentina      |
| 2        | Canadá         |
| 3        | Chile          |
| 4        | Estados Unidos |
| 5        | Guyana         |
| 6        | Brasil         |
| 7        | Barbados       |